# Чемеркін Сергій Григорович
Сергі́й Григо́рович Чеме́ркін — український мовознавець. Кандидат філологічних наук (1995).

## Біографія
Сергій Чемеркін народився 19 листопада 1964 р. у с. Підгайці Луцького р-ну Волинської області. 1985–1990 рр. — навчання в Одеському державному університеті на філологічному факультеті. Після закінчення університету певний час працював в Ізмаїльському державному педагогічному інституті (1990–1992 рр.). З 1992 до 1995 рр. — аспірантура Інституту української мови НАН України. Після закінчення аспірантури і захисту кандидатської дисертації «Типологія фонологічних систем західнополіських говірок» працює в Інституті. З 1996 року — у відділі стилістики та культури мови. З 2010 р. — старший науковий співробітник.

## Наукові інтереси
Досліджує українську мову в мережі Інтернет. У колі наукових інтересів — стилістична система української мови. С. Чемеркін акцентує увагу на тому, що кожен із стилів у інтернет-комунікації, зазнаючи трансформацій, втрачає одні стильові визначальні ознаки і набуває інших. Одним із різновидів розмовного стилю в Інтернеті є так звана функціонально усна розмовна мова — писемна форма розмовної комунікації, у якій використано особливі засоби відтворення інтонації, міміки тощо. Сакральний стиль, що обслуговує здебільшого християнську релігійну течію (переважно православ'я), в Інтернеті набуває виразних ознак інших релігійних конфесій, які в Мережі представлені значно потужніше, ніж у реальному житті. У офіційно-діловому стилі в Інтернеті надзвичайно активізувалися такі жанри, як автобіографія, анкета, резюме, суттєво зазнаючи впливу розмовної мови. Художній стиль української мови в Інтернеті завдяки креолізації художніх текстів має потужніші можливості для створення системи образів. Зокрема, до таких засобів належать елементи техно. Текстове оформлення наукового стилю в Інтернеті вирізняється суттєвим нашаруванням розмовної мови і гіпертрофічним розвитком таких жанрів, як коментар, рецензія. Розмовність характерна і для публіцистичного стилю в Інтернеті.
Завдяки технічним засобам візуалізації, зокрема, електронному гіпертексту, що дав змогу чітко позначити вузли переходу з одного текстового рівня на інший, зросла роль мовних одиниць, що формують цей вузол переходу, — їх комунікативна, стилістична вага. Активне послугування електронним гіпертекстом дало змогу формувати нові текстові масиви — із складною текстовою архітектурою, з наявністю різних семіотичних компонентів, із мультилінгвальною структурою. С. Чемеркін зазначає, що вивчення цих одиниць неможливе без застосування стилістики гіпертексту, а також інших галузей лінгвістичних і нелінгвістичних знань.

## Публікації
Сергій Чемеркін — автор ряду публікацій, присвячених вивченню української мови в мережі Інтернет:
- Причини низького рівня досліджуваності української мови в Інтернеті // Українознавство. — 2011. — № 1. — С. 136–138.[недоступне посилання з липня 2019]
- Українська мова в Інтернеті: позамовні та внутрішньоструктурні процеси. — К., 2009. — 240 с.
- Українська мова на вебсторінках лідерів українського Інтернету // Українознавство. — 2009. — № 2. — С. 162–166.[недоступне посилання з липня 2019]
- Матеріали до словника нових слів і значень (слова з прикладкою Інтернет) // Лексикографічний бюлетень. — 2009. — Вип. 18. — С. 191–212.
- Публіцистичний стиль української мови в Інтернеті: диференційні ознаки // Українознавство. — 2008. — № 4. — С. 220–224.[недоступне посилання з липня 2019]